# Noviciado de los Jesuitas (Madrid)
El noviciado de San Ignacio (también conocido como Noviciado de los Jesuitas, Noviciado de Madrid, o simplemente, Noviciado) fue una residencia y centro de estudio para los futuros jesuitas en la calle de San Bernardo en Madrid. Sobre el edificio del mismo se levanta hoy el conocido como Caserón de San Bernardo.

## Historia
El noviciado fue fundado en los inicios del siglo XVII bajo patronato de Ana Félix de Guzmán, mujer de Francisco Manuel de los Cobos y Luna, II marqués de Camarasa. La fundación tuvo su origen en la relación de la marquesa de Camarasa con el jesuita Francisco Robledillo, durante la estancia de la primera en Alcalá de Henares. Inicialmente el noviciado iba a situarse en Alcalá de Henares, pero tras el traslado de la corte a Valladolid, el General de la compañía decidió que el Noviciado se situase en Madrid. La decisión por Madrid se vio favorecida por el relativo sosiego de la villa tras la marcha de la corte. También influyó la posibilidad de compra de unas casas mejores por la bajada de precios tras la marcha de la corte, principal motor económico de Madrid.
A este objeto se destinaron unas casas propiedad del doctor Cristóbal de Espinosa, en la calle de San Bernardo. Anteriormente en ellas había vivido Ferrante Gonzaga, marqués de Castiglioni con su familia en 1581 cuando este vino a España acompañando a la emperatriz María. El significado de este hecho era precioso a los jesuitas ya que Luis Gonzaga, jesuita e hijo de Hernando de Gonzaga, marqués de Castiglioni, había habitado estas casas. Los planes de la nueva construcción se llevaron a cabo de forma sucesiva por los hermanos jesuitas Pedro Sánchez y y Francisco Bautista.
Tras la expulsión de los jesuitas de España en 1767, el edificio fue encomendado a los Padres del Salvador, tomando el nombre de oratorio del Salvador.
En 1829, los jesuitas vuelven a instalarse en el edificio hasta 1836. Posteriormente, el edificio fue adaptado para albergar la Universidad Complutense, trasladada desde Alcalá de Henares bajo proyecto de Francisco Javier Mariátegui, y después de Narciso Pascual y Colomer. Desde entonces se le conocería como el caserón de San Bernardo.

## Descripción
El edificio se disponía de forma paralela a la calle San Bernardo. Era de planta rectangular y contaba con dos amplios patios.
La iglesia se situaba en el extremo norte del edificio, era de planta de cruz latina, correspondiendo aproximadamente con el actual Salón de Plenos. Tenía ocho capillas laterales, además de las correspondientes dos correspondientes a los testeros del crucero y las dos que flanqueaban el altar mayor. Contaba con una cúpula pintada al fresco por Simón León Leal. En el lado del evangelio se disponía un rico altar dedicado a San Juan Francisco de Régis, obra de Camilo Rusconi y mandado construir por Felipe V.
En su cripta estuvieron enterrados miembros destacadas de la nobleza como María del Pilar Teresa Cayetana de Silva Álvarez de Toledo o la propia fundadora, Ana Félix de Guzmán.

## Galería
En la actualidad, algunos de los bienes albergados en el edificio se conservan en instituciones como la Universidad Complutense de Madrid o el Museo del Prado.

Selección de obras procedentes del Noviciado conservadas.
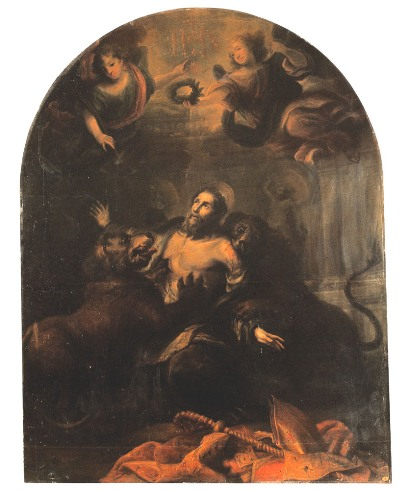
El martirio de San Ignacio de Antioquía por Francisco Rizi. (c. 1640, Universidad Complutense de Madrid, Biblioteca Histórica Marqués de Valdecilla)
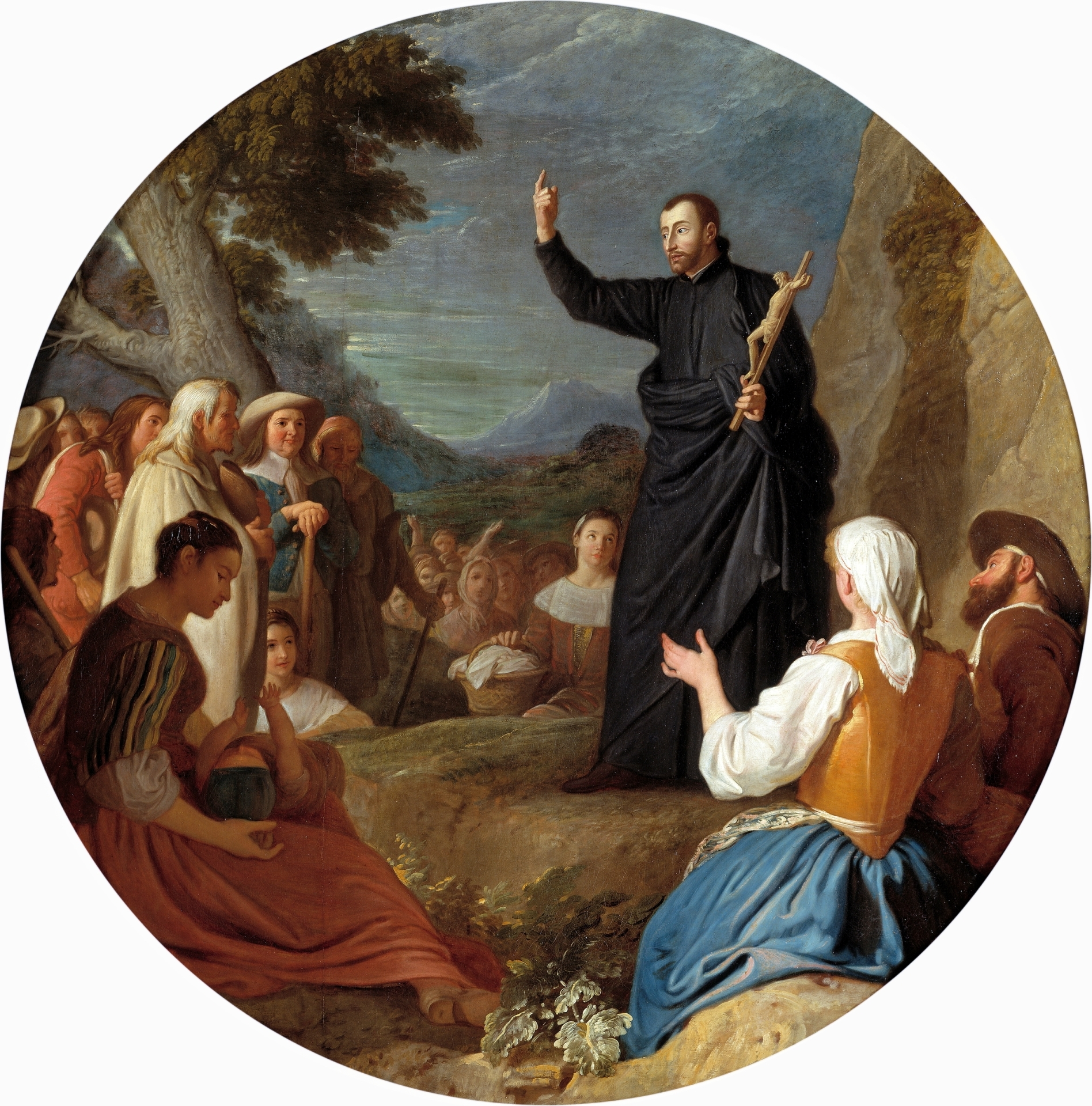
San Juan Francisco Regis predicando por Miguel Ángel Houasse. (c. 1722, Museo del Prado)
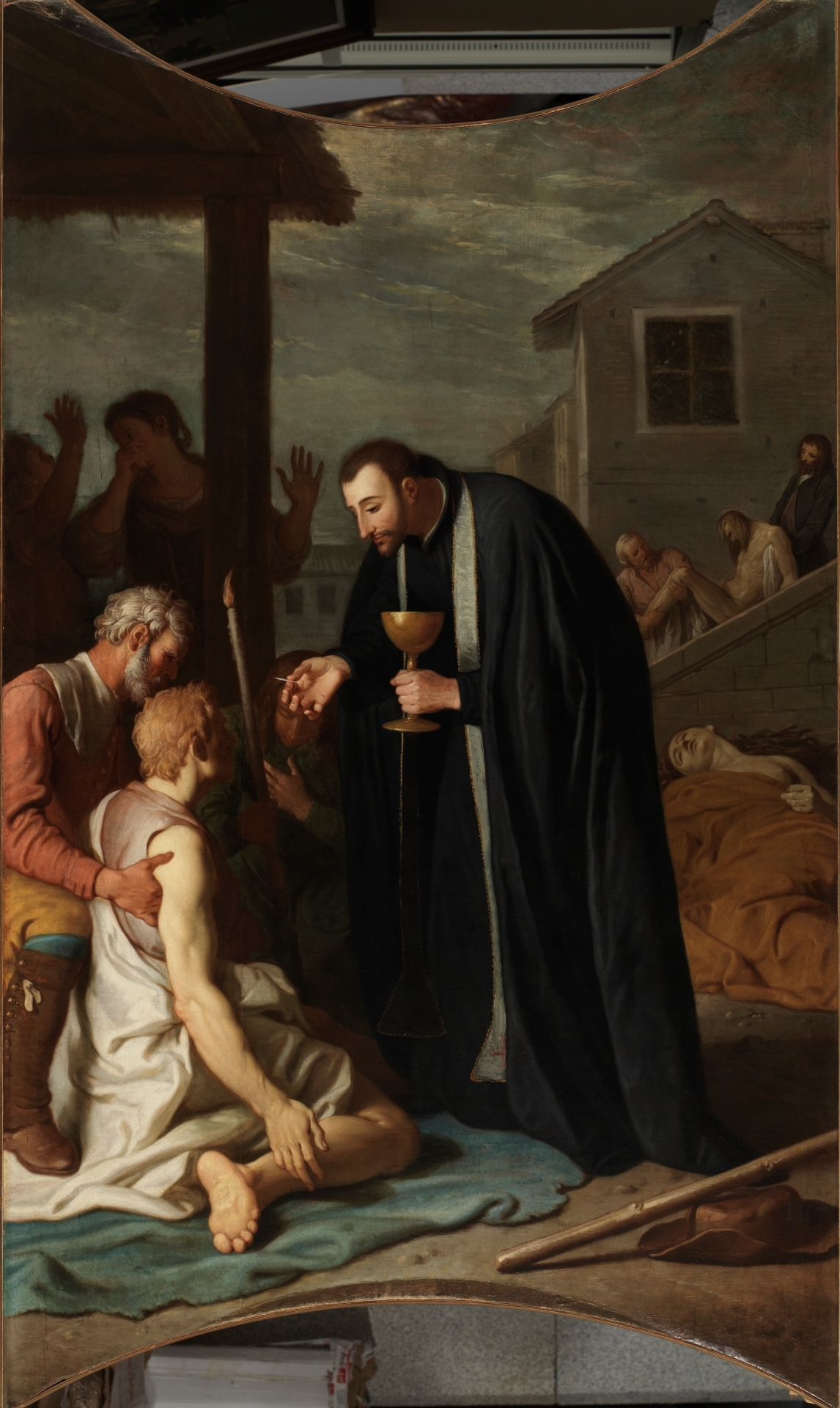
San Juan Francisco Regis dando la comunión a un tullido por Miguel Ángel Houasse. (c. 1722, Museo del Prado)
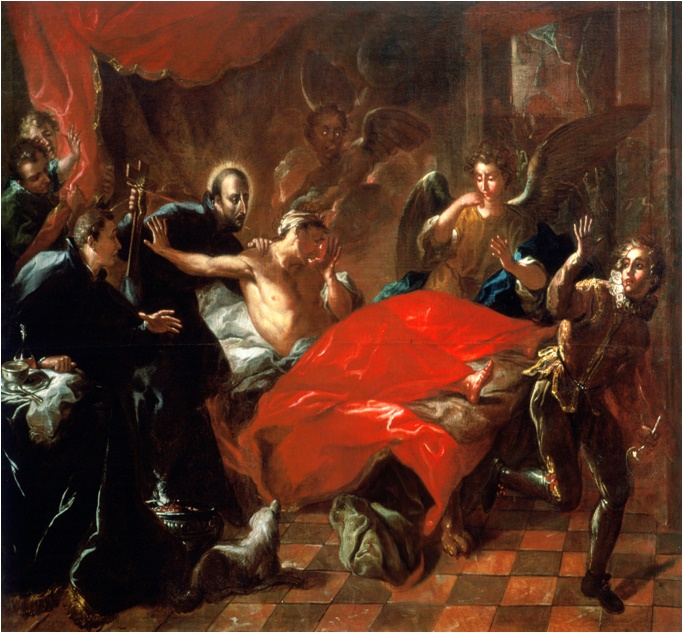
San Ignacio atendiendo a un enfermo por Ignacio Raeth. (1662, Universidad Complutense de Madrid, Biblioteca Histórica Marqués de Valdecilla)

### Individuales
1. ↑  Quintana, Jerónimo de (1629). «Noviciado de la Compañía de Jesús». A la muy antigua, noble y coronada villa de Madrid: historia de su antiguedad, nobleza y grandeza. ABACO. pp. 430-431. ISBN 978-84-85226-18-4. Consultado el 2 de febrero de 2023.
2. ↑  Fita Colomé, Fidel, S.I. (1890). «San Luis Gonzaga en Zaragoza y Madrid». Boletín de la Real Academia de Historia (XVII): 249-264. y Fita Colomé, Fidel, S.I. (1892). «D. Hernando de Gonzaga, Marqués de Castellón y caballero de Alcántara». Boletín de la Real Academia de Historia (XXI): 535-566. citados en Marín Perellón, 2009, p. 52
3. ↑  Fernández Martín, Luis, S.J. (1977). «San Luis Gonzaga y su famillia en la documentación del Archivio de Simancas». Comentarii Historici. Archivum Historicum Societatis Iesu: 3-70.
4. ↑  García García, Alejandra (6 de marzo de 2016). «Dos retablos mayores para las Descalzas Reales de Madrid.». Mito. Revista Cultural (31).
5. ↑  Miguel Alonso, Aurora (2007). «Los bienes de la Compañía de Jesús incautados en Madrid en 1767 y 1835, y conservados en la Universidad Complutense». La desamortización: el expolio del patrimonio artístico y cultural de la Iglesia en España : actas del Simposium 6/9-IX-2007, 2007, ISBN 978-84-89788-64-0, págs. 413-432 (Ediciones Escurialenses): 413-432. ISBN 978-84-89788-64-0. Consultado el 30 de enero de 2021.